# Frans Huygelen

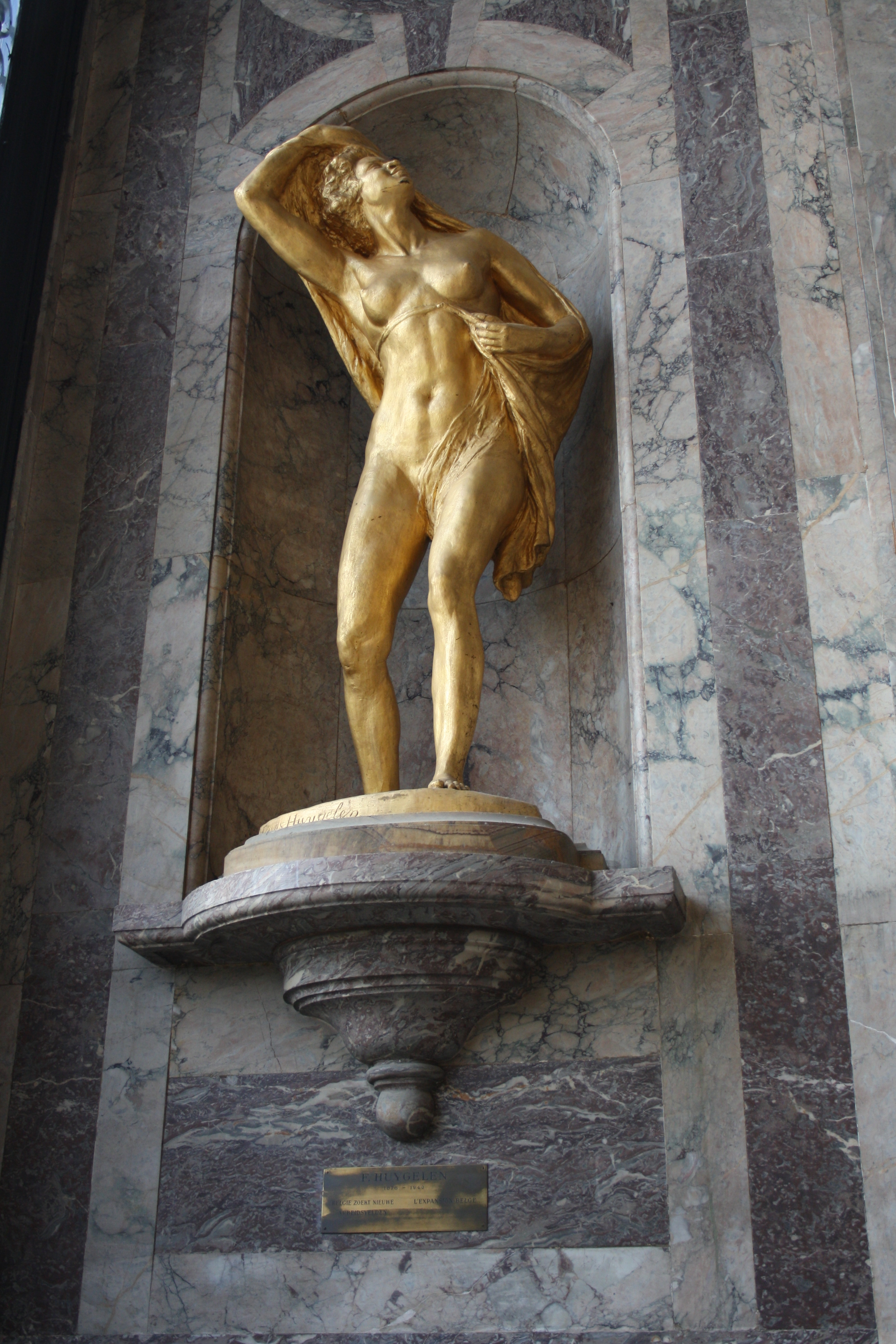
L'Expansion belge, sculpture allégorique de Frans Huygelen, dans le hall du Musée royal de l'Afrique centrale à Tervuren en Belgique.

Frans Huygelen, né le 19 août 1878 à Anvers et mort le 5 novembre 1940 à Uccle, est un artiste-peintre et sculpteur belge, .

## Biographie
Frans Huygelen a étudié à l'Institut supérieur national des Beaux-Arts d'Anvers où il a été l'élève de Thomas Vinçotte.
En 1900, il gagne le prestigieux Prix de Rome belge en sculpture avec sa sculpture Adam et Eve trouvant le corps d'Abel. Ce prix lui permet de visiter l'Italie, la France et l'Angleterre. En 1904, il s'établit à Bruxelles.
Le gouvernement belge a fait souvent appel à lui pour réaliser des monuments officiels pour commémorer les morts de la Première Guerre mondiale. Il est également l'auteur de nouveaux bas-reliefs à la maison du Heaume, Grand-Place de Bruxelles, de l'avant-corps du palais de justice de Louvain et de la plaque en bronze du mémorial Justin Malfeyt à Ostende.
Huygelen reste proche du classicisme et son ciseau s'attache à rendre avec sobriété la plastique du corps humain.
Il était professeur à l'Académie des beaux-arts d'Anvers et membre du cercle anversois De Scalden.

Les bas-reliefs de la Maison du Heaume, à la Grand-Place de Bruxelles
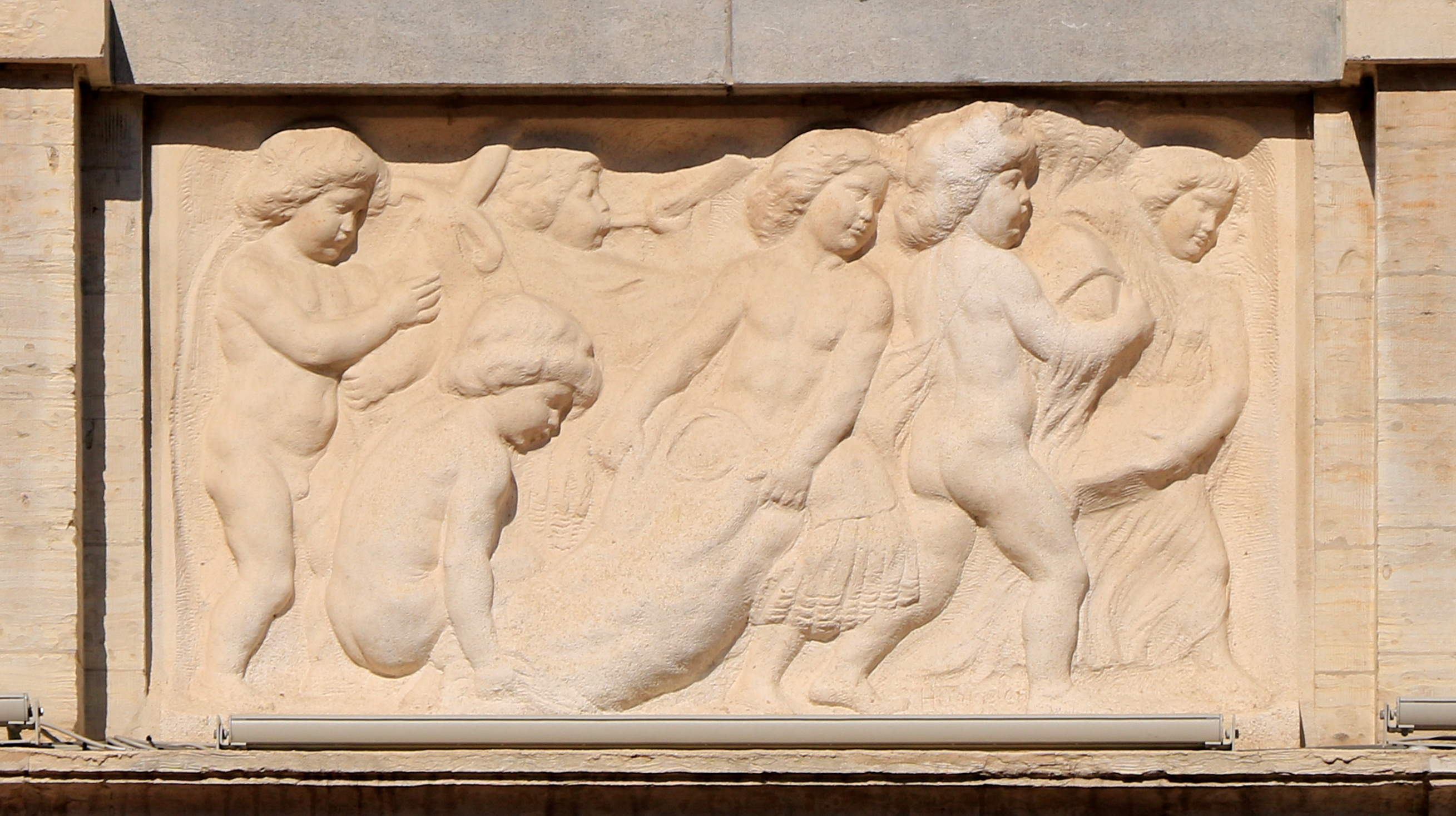
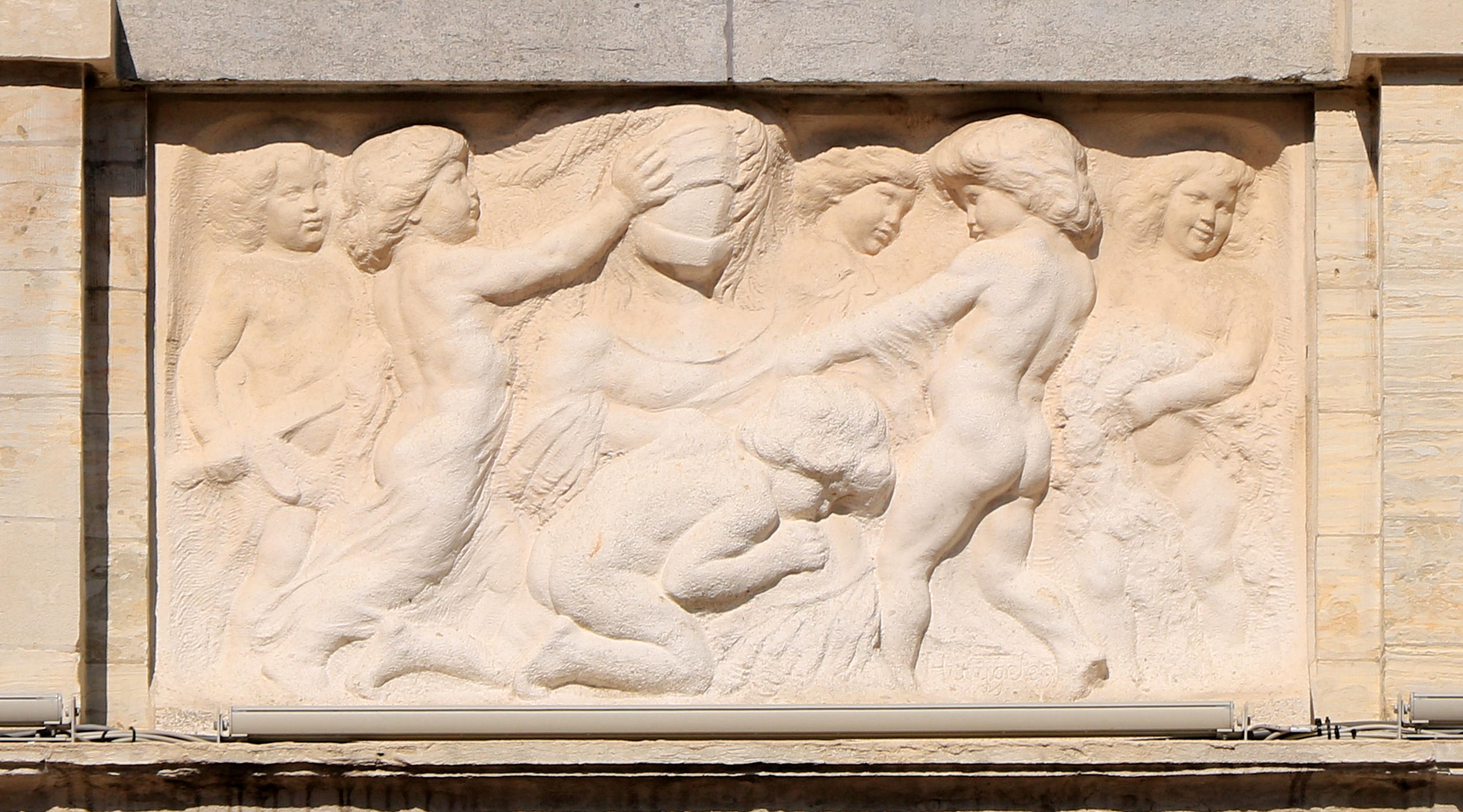

## Sélection d'œuvres
- Charles Woeste, buste, Ixelles.
- Monument au général Thys, statue, Bruxelles (entrée du parc du Cinquantenaire).
- Mémorial 1914-1918 de l'Institut Saint-Louis, bas-relief, Bruxelles, 1928.
- Bustes du roi Albert (ivoire), de la reine Élisabeth, du comte de Flandre.
- La Bienveillance, statue en marbre à église Notre-Dame du Sablon.
- L'Espérance, statue en marbre à église Notre-Dame du Sablon, 1928.
- Jeanne d'Arc, buste en marbre.
- Tête d'enfant, buste en marbre.
- Les Pampres, musée de Bruxelles.
- Excelsior, musée des beaux-arts de Gand.
- Esperanza, musée des beaux-arts d'Anvers.
- Monument du général Brialmont, Bruxelles.

## Hommage
Un monument est inauguré en sa mémoire en septembre 1953 au parc de Wolvendael à Uccle.

## Liens externes

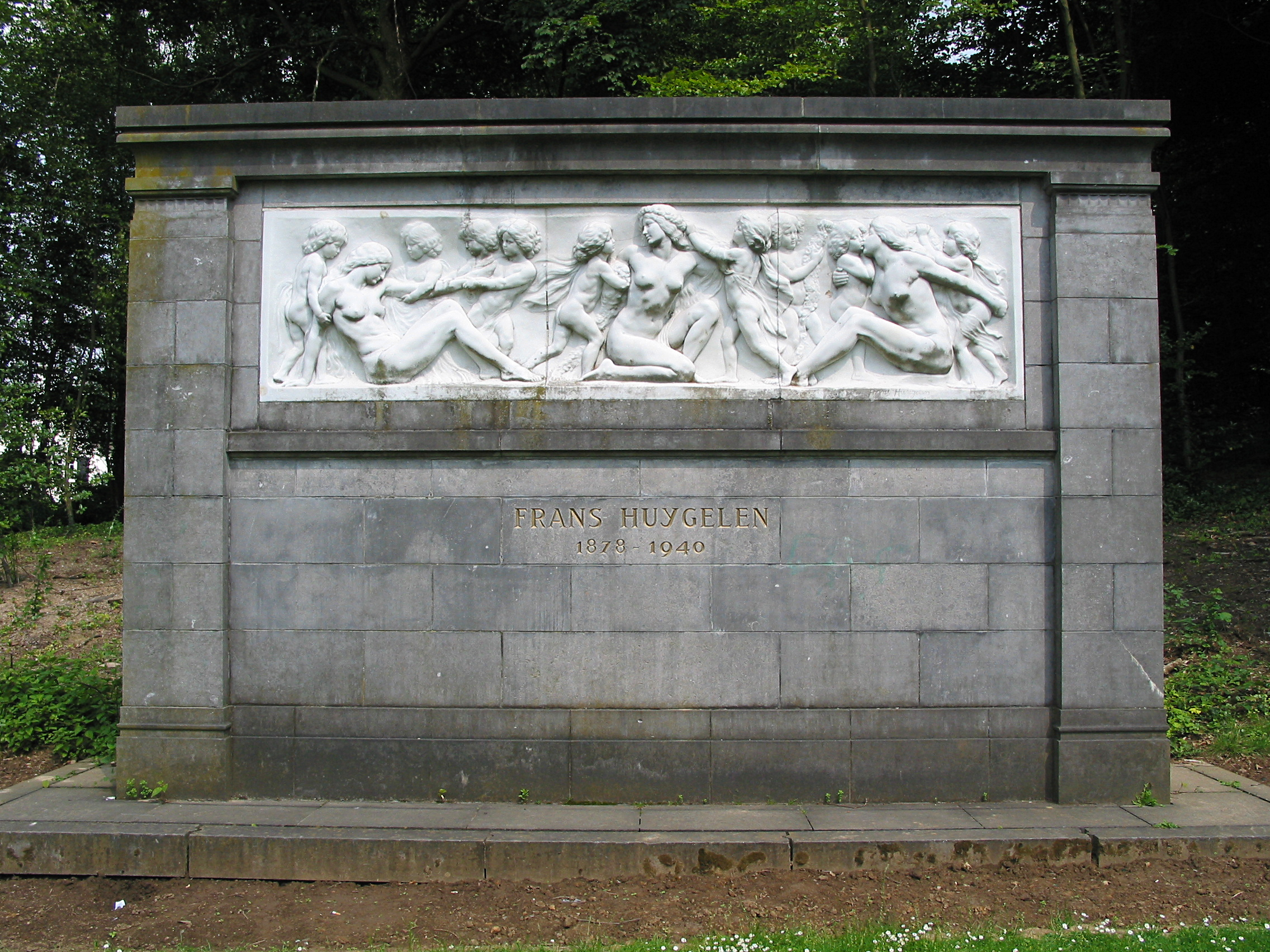
L'Allégorie du printemps,
bas-relief de Frans Huygelen, dans le parc de Wolvendael à Uccle en Belgique.